# Temperaturowa determinacja płci

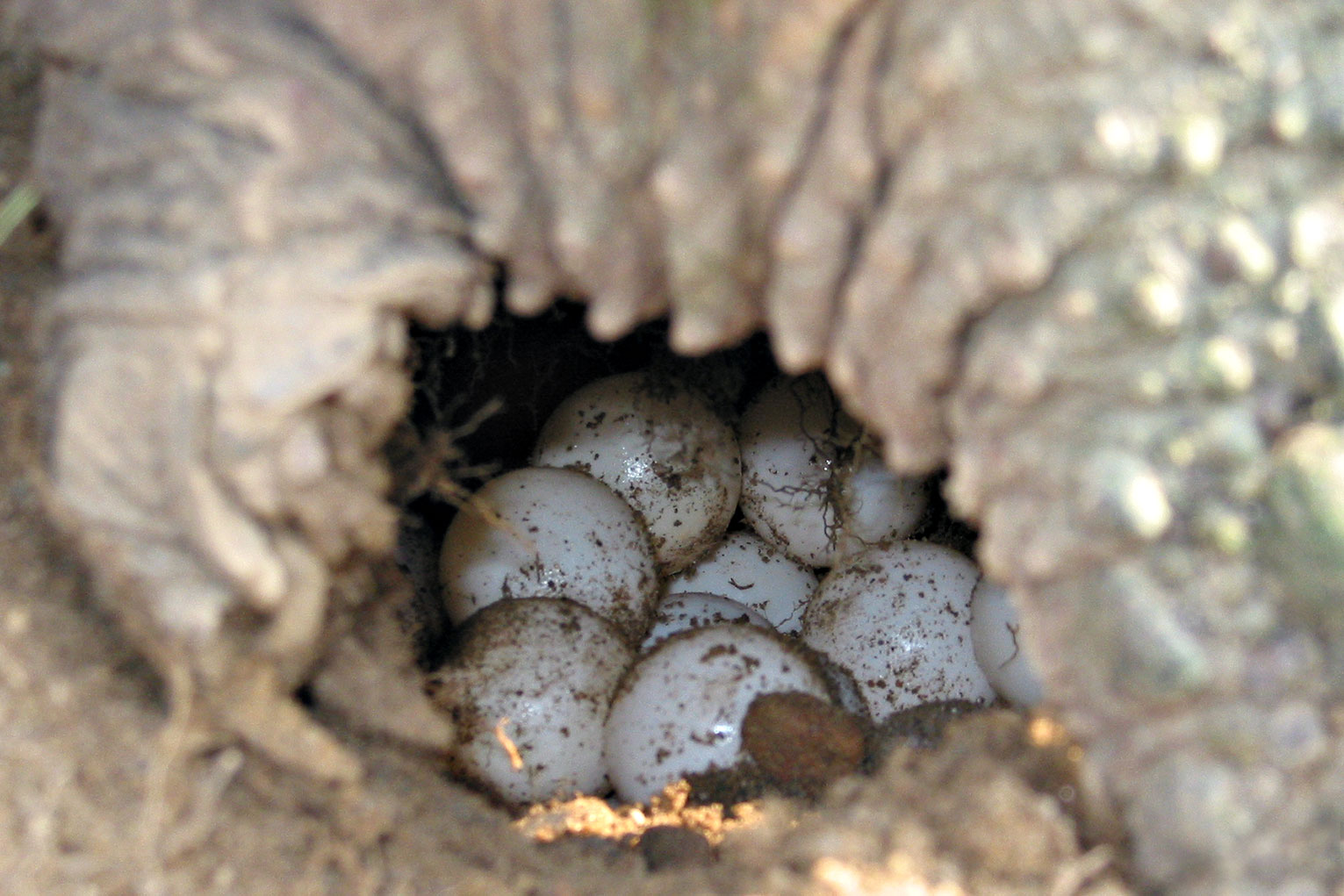
Samice mogą wpływać na płeć potomstwa dobierając porę i miejsce składania jaj

Temperaturowa determinacja płci (ang. Temperature Sex Determination – TSD) – uzależnienie płci organizmu od temperatury inkubacji zarodka. Zjawisko zostało stwierdzone po raz pierwszy w 1966 r. przez Madeleine Charnier u agamy pospolitej (Agama agama). Mechanizm temperaturowej determinacji płci stwierdzono dotychczas u większości zbadanych żółwi, u części jaszczurek, wszystkich krokodyli i hatterii.
Wpływ zakresu temperatur na płeć jest różny u różnych gatunków. Zwykle jeden skrajny zakres temperatur determinuje jedną płeć, podczas gdy przeciwny zakres temperatur przyczynia się do narodzin przedstawicieli drugiej płci. U żółwi stwierdzono, że samice rodzą się przy maksymalnie niskich lub maksymalnie wysokich temperaturach panujących w otoczeniu zarodka w okresie środkowej 1/3 jego rozwoju. W przedziale temperatur pośrednich rodzą się samce.